# Rezerwat przyrody Jezioro Iłgi
Rezerwat przyrody Jezioro Iłgi – rezerwat faunistyczny położony w województwie warmińsko-mazurskim na terenie gmin Miłomłyn i Iława, pomiędzy jeziorami Gil Wielki i Drwęckim, około 1,5 km na południe od wsi Gil Mały.
Został utworzony w 1957 roku na powierzchni 90,46 ha. W 2018 roku zmniejszono go do 74,93 ha.

## Cel ochrony
Rezerwat powołano dla ochrony miejsc lęgowych wodnego ptactwa wodnego i błotnego oraz w celu zachowania stanowisk roślinności torfowiskowej. Jezioro Iłgi ma charakter przepływowy i eutroficzny, jest płytkie, podlega procesom zarastania.
W rezerwacie można spotkać m.in. muchołówki, gołębie leśne, puszczyki, zimorodki.